# Fontenay (Indre)
Fontenay település Franciaországban, Indre megyében. Lakosainak száma 77 fő (2022. január 1.). Fontenay Bouges-le-Château, La Chapelle-Saint-Laurian, Guilly, Liniez és Rouvres-les-Bois községekkel határos.

## Népesség
A település népességének változása:
| Lakosok száma | 175  | 111  | 92   | 81   | 93   | 90   | 88   | 89   | 90   | 77   |
|               | 1968 | 1982 | 1990 | 2006 | 2013 | 2015 | 2017 | 2019 | 2020 | 2022 |